# Michail Kutusow (Schiff)
Die Michail Kutusow (russisch Михаил Кутузов) war ein Leichter Kreuzer der Swerdlow-Klasse in der Schwarzmeerflotte der sowjetischen Marine.
Benannt ist das Schiff nach dem russischen Generalfeldmarschall Michail Kutusow. Es ist das letzte verbliebene Schiff seiner Schiffsklasse und liegt seit dem Jahr 2002 als Museumsschiff am Ostufer des Schwarzen Meeres in Noworossijsk.

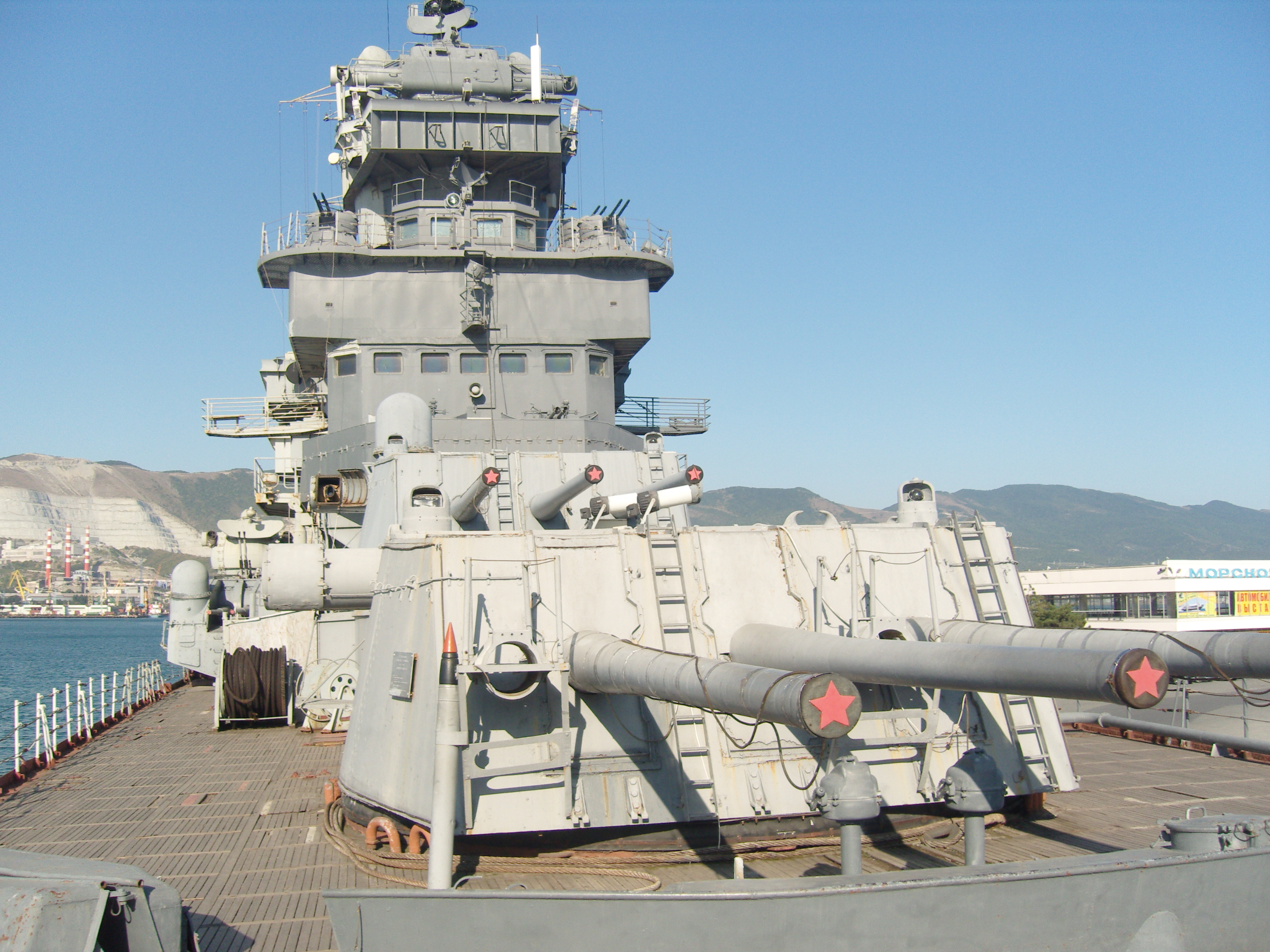
Geschütze der Michail Kutusow

## Technik
Für ausführliche Angaben siehe den Artikel zur Schiffsklasse: → Swerdlow-Klasse

## Geschichte

### Bau
Die Bauwerft der Michail Kutusow war die Werft 444 (Schwarzmeerwerft) in Mykolajiw im Süden der heutigen Ukraine.
Die Kiellegung fand am 23. Februar 1951 und der Stapellauf am 29. November 1952 statt.

### Einsatz
Nach ihrer Indienststellung im Januar 1955 wurde sie Teil der Schwarzmeerflotte und wurde unter anderem im Mittelmeer eingesetzt.
Bei der Explosion des Schlachtschiffes Noworossijsk am 29. Oktober 1955 auf der Reede von Sewastopol, bei der 608 Matrosen umkamen, war die Michail Kutusow das der Noworossijsk nächstgelegene Schiff und schickte ein 35 Mann starkes Rettungsteam auf das Schlachtschiff, um dessen Besatzung zu unterstützen, was 27 von ihnen das Leben kostete.
Das Schiff besuchte im Jahr 1955 Rumänien, 1956 und 1964 Split im damaligen Jugoslawien, im Jahr 1956 und 1957 war es in Durrës (Albanien), im Jahr 1964 in Warna (Bulgarien) und im Jahr 1968 in Algerien.
Im Juni 1967 war das Schiff im östlichen Mittelmeer und führte Kampfeinsätze zur Unterstützung der Ägyptischen Streitkräfte im Sechstagekrieg durch und in der Zeit vom 1. August bis 31. Dezember 1968 unterstützte die Michail Kutusow die Syrischen Streitkräfte.

### Umbau zum Projekt 68A
In Sewastopol wurde das Schiff von 1986 bis 1989 zum Projekt 68A modernisiert. Dazu verstärkte man die manuellen W-11-Lafetten mit ihren 37-mm-Geschützen durch acht 30-mm-Maschinenkanonen AK-230. Dazu verlängerte man den Brückenaufbau nach achtern, so dass er den vorderen Schornstein umschloss, um hier vier der Waffen aufzustellen. Die übrigen vier standen auf einem neuen Aufbau am Vormars oberhalb der Gefechtsbrücke. Das Gewicht der zusätzlichen Einbauten erhöhte die maximale Wasserverdrängung von 16.340 Tonnen auf nun 17.790 Tonnen.

### Museumsschiff

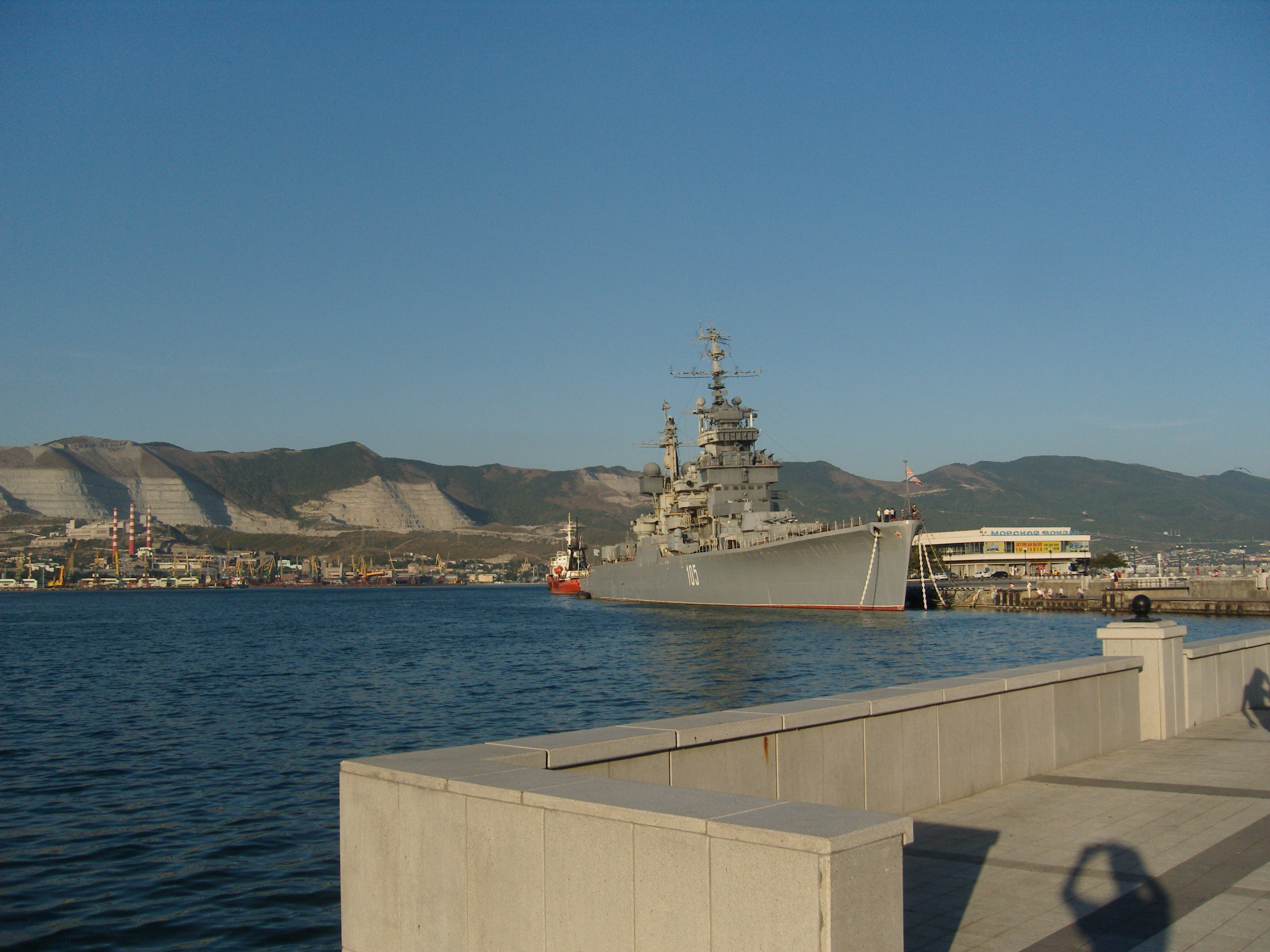
Das Museumsschiff Michail Kutusow im Hafen von Noworossijsk

1987 wurde das Schiff der Reserveflotte überstellt, die Außerdienststellung von der Marine erfolgte am 3. Juli 1992.
Vom 23. – 25. August 2001 wurde der Kreuzer zur Marinebasis nach Noworossijsk verlegt und zum Museumsschiff umgebaut. Am 28. Juli 2002 fand die Eröffnung der Michail Kutusow als Museumsschiff statt.